# Ephesia eutychea
Ephesia eutychea là một loài bướm đêm trong họ Noctuidae.